# Lagrasse
Lagrasse – miejscowość i gmina we Francji, w regionie Oksytania, w departamencie Aude. Przez miejscowość przepływa rzeka Orbieu. 
Według danych na rok 1990 gminę zamieszkiwały 704 osoby, a gęstość zaludnienia wynosiła 22 osoby/km² (wśród 1545 gmin Langwedocji-Roussillon Lagrasse plasuje się na 427. miejscu pod względem liczby ludności, natomiast pod względem powierzchni na miejscu 162.).

## Zabytki
Zabytki w miejscowości posiadające status Monument historique:
| - opactwo Sainte-Marie d'Orbieu (Abbaye Sainte-Marie d'Orbieu) - kościół Saint-Michel (Église Saint-Michel) - hale targowe (Halle) - Maison Sibra - Maison Castel - Maison Lautier - Maison Maynard - dom kapłański (Maison presbytérale) | - dom sióstr z Nevers (Maison des sœurs de Nevers) - Pont de l'Abbaye - Pont du Sou - Porte de l'Eau - Prieuré de Mirailles Lagrasse - Prieuré Saint-Michel de Nahuze - Tour de Plaisance |